# Libnotes rectangula
Libnotes rectangula là một loài ruồi trong họ Limoniidae. Chúng phân bố ở miền Australasia.